# 남서방면함대
남서방면함대(南西方面艦隊 다이쥬호멘칸타이[*])는 일본 제국 해군의 서남태평양 지역 함대였다. 남서방면함대 사령장관은 제3남견함대 사령장관 직책을 겸임하였다.

## 역사
남서방면함대는 제1, 2, 3남견함대를 편성하여 1942년 4월 10일에 창설되었다.
1943년 9월 20일, 함대급 항공대 사령부인 제13항공함대가 창설되어, 남서방면함대의 항공전력이 증강되었다. 11월 15일, 제1해상호위대가 새로이 창설된 해상호위총사령부로 전속하였다. 11월 30일, 뉴기니 해역의 제2남견함대를 쪼개어 제4남견함대를 창설하고 동뉴기니 해역을 맡겼다. 제2남견함대는 서뉴기니 해역으로 책임지역이 줄어들었다.
1944년 3월에 제9함대, 8월에 1항공함대가 남서방면함대에 전속하였다. 남서방면함대 사령장관이 제3남견함대 사령장관 직위를 겸임하도록 조정되었다. 제9함대는 얼마가지 않아 훌란디아 전투에서 패배하고 사르미로 퇴각하던 도중 5월 3일에 전멸하였다.
제2차 필리핀 전역에서 루손 전투, 뒤이어 마닐라 전투에서 패배하면서 남서방면함대와 제3남견함대 사령부는 내지 산악에 고립되었다. 제1, 2남견함대를 지휘통제할 수 없게 되었다. 대본영은 1945년 2월 5일에 제10방면함대를 창설하여 제1, 2남견함대의 지휘통제 권한을 넘겼다.
3월 10일, 네덜란드령 동인도에서의 재해권을 잃어 제 역할을 할 수 없게 된 제4남견함대가 해체되었다. 제4남견함대의 예하부대는 제10방면함대로 전속하였다.

## 지휘부

### 사령장관
| 계급 | 성명            | 취임일          | 이임일          | 설명                 |
| ---- | --------------- | --------------- | --------------- | -------------------- |
| 중장 | 다카하시 이보   | 1942년 4월 10일 | 9월 15일        |                      |
| 중장 | 다카스 시로     | 1942년 9월 15일 | 1944년 6월 18일 | 임기중 대장으로 진급 |
| 중장 | 미카와 군이치   | 1944년 6월 18일 | 11월 1일        |                      |
| 중장 | 오코우치 덴시치 | 1944년 11월 1일 | 종전            |                      |

### 참모장
| 계급 | 성명              | 취임일           | 이임일         | 설명 |
| ---- | ----------------- | ---------------- | -------------- | ---- |
| 소장 | 나카무라 도시히사 | 1942년 4월 10일  | 11월 10일      |      |
| 소장 | 다다 다케오       | 1942년 11월 10일 | 1944년 3월 1일 |      |
| 소장 | 니시오 히데       | 1944년 3월 1일   | 11월 1일       |      |
| 소장 | 아리마 카오루     | 1944년 11월 1일  | 종전           |      |

## 부대

### 예하 함대
- 제9함대 (서뉴기니); 1944년 3월 25일, 남동방면함대에서 전속
- 제1남견함대 (말레이, 인도차이나); 1942년 ~ 1945년 2월 5일, 제10방면함대 전속
- 제2남견함대 (인도네시아); 1942년 ~ 1945년 2월 5일, 제10방면함대 전속
- 제3남견함대 (필리핀); 1942년 ~ 종전
- 제4남견함대 (네덜란드령 동인도); 1943년 11월 30일 ~ 1945년 3월 10일, 해체
- 제1항공함대; 1944년 8월 10일, 전속 ~ 1945년 5월 8일, 연합함대 전속
- 제13항공함대; 1943년 9월 20일, 창설 ~ 1945년 2월 5일, 제10방면함대 전속

### 전투 서열
- 1942년 7월 14일, 미드웨이 해전 이후
- 1943년 4월 1일, 과달카날 제도 철수 이후
- 1944년 4월 1일, 전시편제제도 개정 이후
- 1944년 8월 15일, 마리아나 해전 이후
- 1945년 3월 1일, 기쿠스이 작전 직전
- 1945년 6월 1일, 말기

#### 1942년 4월 10일, 신편 당시
- 제1해상호위대(일본어판) (함단 호위)
- 제1남견함대
- 제2남견함대
- 제3남견함대

## 소속
1. 연합함대, 1942년 4월 10일
2. 대본영, 1945년 5월 29일

## 참고 자료
- 防衛庁防衛研修所戦史室 (1980년 1월). 《戦史叢書 陸海軍年表 付　兵器・兵語の解説》 (일본어) 102. 朝雲新聞社.